# Noye's Fludde
Noye's Fludde (en anglès, El diluvi de Noè), op. 59, és una òpera en un acte pel compositor britànic Benjamin Britten, destinada principalment a cantants aficionats, especialment els nens. Representada per primer cop el 18 de juny de 1958 al Festival d'Aldeburgh, es basa en el misteri de Chester del segle xv que narra la història de l'Antic Testament de l'Arca de Noè. Britten especifica que l'òpera ha de representar-se a les esglésies o grans sales, i no en un teatre d'òpera.
A mitjans de la dècada de 1950, Britten s'havia establert com un important compositor tant d'òperes com d'obres que combinaven cantants professionals amb aficionats, incloent la mini-òpera per a un públic jove en la què s'involucren nens artistes, The Little Sweep (1949). També havia utilitzat anteriorment el text del misteri de Chester en què s'explica la història d'Abraham i Isaac, per al Canticle II de 1952. Fludde de Noye va ser composta com un projecte per a la televisió; al text de Chester, Britten va afegir tres himnes de la congregació, l'oració grega Kyrie eleison com a cant per a nens, i el cor Al·leluia.
Un gran cor infantil representa les parelles d'animals que marxen cap a dins i fora de l'arca, i els procediments estan dirigits per la veu parlada de Déu. Dels papers cantats en solitari, només les parts de Noye (Noè) i la seva esposa van ser escrites per ser cantades per professionals; els papers restants són per a nens i adolescents. Un petit conjunt professional sustenta l'orquestra principalment d'aficionats que conté nombrosos instruments no convencionals per proporcionar particulars efectes musicals.
En la seva estrena Noye's Fludde va ser aclamada per crítica i públic, tant per la inspiració de la música com per la brillantor del disseny i la producció. L'òpera va rebre la seva estrena nord-americana a Nova York al març de 1959, i la seva primera actuació alemanya a Ettal al maig del mateix any. Des de llavors, ha estat posada en escena a tot el món; la representació a Beijing a l'octubre de 2012 va ser l'estrena a la Xina de qualsevol òpera de Britten. Amb motiu del centenari de Britten el 2013 van tenir lloc en nombroses produccions de festivals de música, tant al Regne Unit com a l'estranger.

## Personatges
Noye's Fludde conté uns pocs personatges principals i en canvi l'acció se centra en un gran conjunt de nens que interpreten els animals a l'arca. Les parts principals de Noye i la seva dona són realitzades per cantants professionals, però la resta pot ser interpretat per aficionats i nens. Britten va crear totes les parts de forma intel·ligent perquè totes tinguessin alguna cosa interessant a fer.
En el llibret es fa referència a 49 espècies d'animals. La congregació (audiència) també té un paper en l'acció. S'uneixen amb les melodies dels himnes al llarg de l'òpera, que ajuda a donar a la peça el seu sentiment de comunitat.
| Peronatge                                   | Tipus de veu       | Elenc estrena, 18 de juny de 1958 (Director: Charles Mackerras) |
| ------------------------------------------- | ------------------ | --------------------------------------------------------------- |
| La veu de Déu                               | paper parlat       | Trevor Anthony                                                  |
| Noye                                        | baix-baríton       | Owen Brannigan                                                  |
| Mrs Noye                                    | contralt           | Gladys Parr                                                     |
| Sem                                         | veu blanca         | Thomas Bevan                                                    |
| Ham                                         | veu blanca         | Marcus Norman                                                   |
| Jaffett                                     | tenor o veu blanca | Michael Crawford                                                |
| Mrs Sem                                     | nena soprano       | Janette Miller                                                  |
| Mrs Ham                                     | nena soprano       | Katherine Dyson                                                 |
| Mrs Jaffett                                 | nena soprano       | Marilyn Baker                                                   |
| Mrs Noye's Gossips                          | nenes sopranos     | Penelope Allen, Doreen Metcalfe, Dawn Mendham, Beverley Newman  |
| The Raven                                   | paper mut          | David Bedwell                                                   |
| The Dove                                    | paper mut          | Maria Spall                                                     |
| Cor de nens dels animals i aus; congregació |                    |                                                                 |

## Representacions

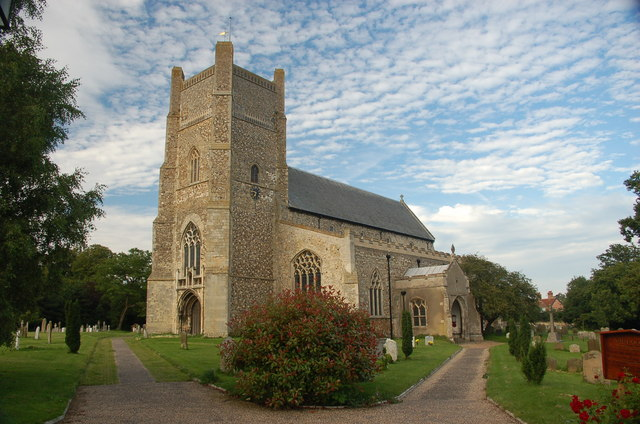
Església d'Orford, on es va estrenar l'òpera

La primera representació es va dur a terme el 18 de juny de 1958 a l'església d'Orford, Suffolk, com a part de l'11a edició del Festival d'Aldeburgh.